# Калехе (территория)
Территория Калехе — территория в провинции Южное Киву, Демократической Республики Конго. Калехе занимает площадь в 5057 км², она расположена к северо-западу от административного центра провинции Букаву. Население территории составляет 933 181 человек.
Территория граничит с Иджви и озером Киву на востоке, территорией Шабунда и вождеством Ирхамби-Катана, территории Кабаре и вождеством Мбинга-Норд на западе, городом Гома и Масиси на севере и территорией Кабаре и провинцией Маниема на юге.
Административно территория Калехе разделена на два вождества: Бухаву и Булохо.
Вождество Бухаву, расположенное вдоль берегов озера Киву, состоит из семи групп, а также общин тва, хуту и тутси. Вождество Булохо, пересекаемое национальной дорогой № 3, соединяющей Букаву и Кисангани и проходящей через национальный парк Кахузи-Биега, состоит из восьми групп и имеет схожий этнический состав.

## География

### Расположение
Территория Калехе расположена в северном регионе провинции Южное Киву, на востоке Демократической Республики Конго, рядом с горами Митумба. Расположенная к северо-западу от Букаву, она является частью региона Горное Киву, где горный хребет Митумба образует естественный водораздел между низменностями Восточно-Африканской рифтовой долины. Эта область составляет среднюю часть рифтовой долины, простираясь на 1400 км в длину со средней шириной 40 км. Рифтовая долина разделена на три основные зоны, в которых находятся озеро Танганьика на юге, озеро Киву в центре и озеро Эдуард на севере. Территория Калехе входит в число территорий, связанных с бассейном озера Киву, наряду с территориями Масиси, Иджви, Кабаре, Валунгу, Увира и Физи. Эти районы характеризуются высокогорными ландшафтами высотой от 1500 до 2200 метров.
Территория граничит на севере с городом Гома и территорией Масиси. На юге она граничит с территорией Кабаре по реке Ньяваронго.
Ее восточная граница определяется озером Киву, которое простирается более чем на 86 км с севера на юг, образуя значительный тектонический разлом. На западе она граничит с территорией Шабунда, а также с частями территории Иджви и вождеством Ирхамби-Катана. Восточный сектор национального парка Кахузи-Биега частично расположен на территории Калехе и простирается вдоль ее границ с Шабундой и Кабаре.

### Климат
Климат территории Калехе характеризуется как горный. Год разделён на два отчётливо выраженных сезона: длинный бимодальный сезон дождей, длящийся девять месяцев, и короткий сухой сезон, длящийся три месяца. Годовые температуры колеблются от 18 °C до 22 °C, а количество осадков варьируется от 1300 до 1680 мм в год. Самая высокая вершина на территории — гора Кахузи, расположенная в вождестве Булохо, возвышающаяся на высоту 3308 метров.

### Геология
Почва преимущественно глинистая и очень плодородная, что делает ее пригодной для сельского хозяйства и животноводства. До начала конфликтов в регионе высокие и средние плато использовались для разведения скота и выращивания продовольственных культур. Однако повторяющиеся Первая и Вторая конголезские войны с 1996 года привели к значительным потерям скота из-за грабежей и разрушения ферм. Недра Калехе богаты минеральными ресурсами, включая золото, касситерит, колтан, вольфрам, кварц, мусковит, медь и турмалин.

### Растительность
Растительность в основном представлена лесами, в том числе бамбуковыми зарослями и кустарниками. Однако вырубка лесов в результате сельскохозяйственной деятельности, производства древесного угля, сбора дров, заготовки древесины и горнодобывающей промышленности привела к значительному ухудшению состояния окружающей среды.
На территории проводятся отдельные мероприятия по лесовосстановлению.
Калехе также обладает богатыми водными ресурсами. Помимо озера Киву, в регионе протекает 12 крупных рек.

### Административное деление
Территория Калехе была официально создана Указом об общем управлении № 10, который ввел в действие Указ от 28 марта 1912 года о территориальной организации Киву. Со временем ее границы были изменены последующими указами. Наиболее значительные территориальные изменения произошли после Указа № 68/18 от 12 января 1968 года, который привел к созданию Территории Иджви в 1974 году.
Территория разделена на два вождества — Бухаву и Булохо, каждое из которых возглавляется вождём. Вождь, являющийся прямым потомком традиционных правителей региона, получает поддержку от административного секретаря и бухгалтера, а также от других должностных лиц территориальных служб.
Каждое вождество подразделяется на группы, которые управляются главами групп. Эти группы далее делятся на деревни, каждая из которых находится под руководством главы деревни.
Хотя вождь выбирается из королевской семьи в соответствии с традиционными обычаями, он остаётся в подчинении у территориального администратора, который имеет официальную иерархическую власть.

## История

### Межэтнические и территориальные споры
Территория состоит из двух вождеств — Бухаву и Булохо, между которыми исторически существовали разногласия относительно границ и полномочий. Вождество Бухаву включает семь групп, в основном населённых народом бахаву. В состав вождества входят группы Бузи, Мбинга Норд и Мбинга Суд.
Батембо контролируют Калиму, Мубуку и Зирало, в то время как народ баронжеронге проживает в Калонге. Разногласия по поводу собственности на землю и административной власти привели к напряжённости между этими группами.
Основной причиной конфликта является требование автономии со стороны батембо и баронжеронге, которые стремятся к административной независимости от бахаву. Батембо, в частности, стремятся восстановить своё культурное и политическое единство, которое было нарушено территориальными разделениями колониальной эпохи, начавшимися в 1945 году. Однако это стремление противоречит интересам бахаву, которые опасаются потери территории, ресурсов и экономического влияния.
В 1999 году конфликт между батембо и бахаву обострился в связи с оккупацией региона повстанческой группировкой Конголезское объединение за демократию (RCD), поддерживаемой Руандой и Угандой. RCD выступало против центрального правительства в Киншасе.
Под руководством RCD произошла административная реструктуризация территории Калехе, в результате которой Буньякири было временно обозначено как независимое территориальное образование. Преобразование было официально оформлено ведомственным указом от 22 июля 2002 года.
Эта реорганизация привела к потере бахаву значительного территориального влияния и доступа к местам добычи полезных ископаемых.
Помимо межэтнического соперничества коренных народов, батембо, бахаву и баньяруанда, включая батутси и бахуту, остаются втянутыми в давние споры, особенно на средних и высоких плато территории Калехе. Эти споры в основном сосредоточены на вопросах национальности и земельной собственности. Исторически баньяруанда, проживающие на территории Масиси, Северное Киву, считались иностранцами. Утверждалось, что их присутствие в регионе началось только после миграционных волн 1959 года. Это лишало их прав на землю и политического представительства.
Присутствие баньяруанда на данной территории связано с колониальной миграционной политикой. В 1950-х годах мигранты хуту прибыли в Бельгийское Конго в рамках усилий по обеспечению рабочей силой плантаций. Некоторые из этих мигрантов изначально поселились в Масиси, Северное Киву, а затем переехали в Калехе.
Впоследствии, начиная с 1959 года, политические потрясения в Руанде привели к притоку беженцев тутси, которые также поселились на этой территории и приобрели землю.
Со временем миграционные процессы привели к изменениям в социальной структуре территории, усилив конкуренцию за земельные ресурсы. Это привело к возникновению конфликтов между мигрантами баньярунди и коренными общинами, а также между скотоводами тутси, нуждающимися в обширных пастбищах, и земледельцами хуту, отдающими приоритет сельскохозяйственным угодьям.
В процессе демократизации, начавшемся в начале 1990-х годов, земельные конфликты в Калехе стали более политизированными, а политика идентичности способствовала росту напряжённости.
Вопрос о статусе гражданства конголезских тутси стал предметом споров, и различные вооружённые группы в восточном Конго объединились вокруг вопроса руандоязычной идентичности. Эти споры усугубились на фоне более широкой этнической борьбы в регионе.
Баньярунди, напротив, отстаивают свою конголезскую идентичность, подчёркивая, что они разорвали связи с Руандой и признаны в соответствии с Конституцией Конго от 18 февраля 2006 года. Они требуют административного признания, в том числе создания вождества, которое отражало бы их присутствие и традиционные полномочия. Эти требования были усилены в период контроля RCD над регионом, когда движение установило нагорье Бузи в качестве вождества, управляемого баньярванда. Это привело к ещё большему обострению этнических разногласий и враждебности между местными общинами.

### Региональные конфликты и войны
Во время Первой конголезской войны Калехе стала убежищем для различных вооруженных группировок и полем битвы для нескольких повстанческих объединений. После геноцида в Руанде сотни тысяч руандийцев, бурундийцев и хуту бежали в Южное Киву.
В числе беженцев были мирные жители различных возрастов, опасавшиеся репрессий со стороны РПФ или гражданских лиц из числа тутси, а также лидеры организации, причастной к геноциду: бывшие военнослужащие Вооружённых сил Руанды, жандармы и ополченцы интерахамве.
В ответ на это Руандийская патриотическая армия провела военные операции на территории ДРК с целью нейтрализации этих сил.
Согласно отчету Совета Безопасности ООН, эти операции сопровождались систематическим расхищением минеральных богатств Заира и массовыми убийствами.
11 апреля 1995 года около пятидесяти военнослужащих РПА совершили нападение на лагерь беженцев Бирава в районе Кабаре, в результате чего погибли около тридцати человек и многие получили ранения.
Аналогичные инциденты произошли в апреле 1996 года, когда вооружённые отряды баньямуленге-тутси, по сообщениям, атаковали лагерь беженцев Рунингу в районе Увира, убив от восьми до десяти беженцев.
Насилие усилилось после того, как силы AFDL-RPA захватили Букаву и разрушили лагеря беженцев к северу от города. Выжившие беженцы бежали в сторону Северного Киву, многие из них прошли через национальный парк Кахузи-Биега или Ньябибве.
Те, кто пытался пройти через Ньябибве, были перехвачены и убиты бывшими подразделениями РПА/Интерахамве в середине ноября 1996 года.
Преследуемые войсками AFDL-RPA, многие беженцы погибли во временных лагерях, таких как Шандже и Нумби в районе Калехе. В период с 21 по 22 ноября 1996 года в различных регионах произошли трагические события, связанные с актами насилия. В Шандже и в бамбуковом лесу Рукига вооружённые силы AFDL-RPA совершили нападение на беженцев, что привело к гибели сотен людей. Многие из них были застрелены или получили ранения осколками.
На следующий день аналогичное нападение было совершено в Лумбиши, где целью стали беженцы, покинувшие Шанджу. Кроме того, в национальном парке Кахузи-Биега в период с 2 по 4 ноября произошли убийства беженцев, точное количество жертв в этом инциденте не установлено.

### Вторая конголезская война и возникновение новых вооруженных группировок
После ликвидации лагерей беженцев бывшие FAR и Интерахамве реорганизовались в Армию освобождения Руанды (ALIR), которая позже заключила союз с силами Лорана-Дезире Кабилы и местными местными ополченцами майи-майи в согласованном противостоянии мятежу РКД, поддерживаемого Руандой и Угандой, во время Второй Конголезской войны. На территории Калехе ALIR, а позднее и Демократические силы освобождения Руанды (FDLR) сосуществовали и сражались бок о бок с фракцией майи-майи во главе с генералом Падири, занимая обширные лесные и сельские районы, в то время как RCD сохраняли контроль над городскими центрами. С подписанием мирных соглашений в 2003 году и созданием переходного правительства, включавшего различные воюющие стороны, FDLR продолжали активно действовать в регионе. Поскольку силы майи-майи интегрировались в национальную армию, FDLR заполнили образовавшийся вакуум власти. Хотя они больше не представляли угрозы власти в Кигали, они продолжали выступать против правительства Кигали, осуждая его как и требуя межруандийского политического диалога, который предоставил бы им политическое и военное представительство в Руанде.
В марте 2007 года на территории Масиси появилась новая вооруженная группировка Patriotes Résistants Congolais (PARECO), в которую вошли бойцы хуту, тембо, хунде и нанде из территорий Масиси, Рутшуру и Валикале.
PARECO быстро стала одной из наиболее влиятельных группировок самообороны в провинции. К 2008 году группировка расширилась и взяла под контроль высокие плато Калехе.
Основной целью PARECO была борьба с силами CNDP Лорана Нкунды, при этом группировка часто получала поддержку от определённых элементов Вооружённых сил Демократической Республики Конго.
PARECO было разделено на два основных подразделения: одно в Северном Киву, а другое — в Южном Киву. Дивизия Южного Киву имела два батальона: один под командованием полковника Вегамие, бывшего капитана ВС ДРК, который контролировал южную часть высокогорья Калехе, а другой — под командованием полковника Гвигви Бусоги, который управлял северным сектором. В состав PARECO в Калехе в основном входили руандийские хуту, что способствовало восприятию организации как ополчения, выступающего в защиту интересов хуту.
В 2003 году на территории Валикале возникла другая вооружённая группа под названием Mai-Mai Kirikicho. Она была основана Кирикичо, бывшим капитаном майи-майи.
К 2006 году ополчение Кирикичо получило признание местных организаций развития и 10-го военного округа FARDC. В середине 2007 года Кирикичо согласился интегрироваться в армию, но позже вышел из неё, сославшись на невыполненные требования, включая гарантии безопасности для гражданского населения Зирало, выплаты заработной платы его бойцам и повышение в звании.
Группировка Кирикичо продолжала действовать в лесах Уфаманду и Зирало со штаб-квартирой в Бирико до января 2009 года. В настоящее время она продолжает действовать на территории Калехе.
В январе 2025 года возобновило свою деятельность повстанческое движение M23, поддерживаемое Руандой.

## Экономика

### Сельское хозяйство
Территория Калехе характеризуется значительной зависимостью от сельского хозяйства, что обусловлено наличием плодородных почв, способствующих производству продуктов питания. Почвенный состав района варьируется от глинистых до песчаных глинистых и водоудерживающих почв, которые встречаются в болотистых долинах и холмистых котловинах. Эти условия идеально подходят для выращивания основных культур, таких как маниок, фасоль, кукуруза, арахис, сорго, томаты, лук и баклажаны, а также различных многолетних культур.
Примерно 75% населения зависит от сельского хозяйства, при этом мелкие фермеры обрабатывают 56% земли, а крупные поместья полагаются на системы издольщины. Однако сектор столкнулся с трудностями, особенно в сфере бананового хозяйства, которое сократилось более чем на 50% из-за распространения бананового увядания.
Евангелический университет в Африке (UEA) совместно с другими организациями реализует проекты по внедрению климатически оптимизированного сельского хозяйства (CSA) в производстве кофе, уделяя особое внимание восстановлению плодородия почв, развитию агролесоводства, производству биоудобрений и биопестицидов, переработке отходов и рациональному использованию водных ресурсов.
Животноводство в основном практикуется в районах со средними и высокими плато, в то время как мелкое животноводство распространено по всей территории. До 1996 года животноводство было одним из наиболее успешных секторов экономики, но после этого времени оно столкнулось с рядом проблем, включая отсутствие безопасности и повторяющиеся конфликты, что привело к значительным потерям скота и закрытию многих ферм. В настоящее время продолжаются усилия по восстановлению поголовья скота, и на этот сектор приходится 11% от общего дохода населения.
Рыболовство, в основном кустарное, сосредоточено вокруг островков и прибрежных районов, но сталкивается с трудностями, связанными со скоропортящимся характером рыбной продукции и проблемами со сбытом.

### Горное дело, торговля и ремесло
Добыча полезных ископаемых, хотя и в основном кустарная, обеспечивает средства к существованию для 3,5% активного населения. Недра территории богаты ценными минералами. Эти ресурсы стали причиной вооруженных конфликтов, за контроль над которыми борются различные местные и международные субъекты. Вооруженные группировки часто используют эти ресурсы для финансирования своих операций, что приводит к постоянной конкуренции за экономическое господство.
Торговля облегчается стратегическим расположением и связями с соседними странами. Коммерческая деятельность варьируется от оптовой и розничной торговли сельскохозяйственной продукцией и промышленными товарами, такими как сухое молоко, сахар, мыло и минеральная вода, до продажи фармацевтических препаратов, строительных материалов. Торговые центры в основном сосредоточены на севере.
Территорию пересекает национальная дорога № 3, простирающаяся на 100 км от и дорога, которая служит важнейшим маршрутом поставок для продовольственных рынков Букаву. Однако торговля часто нарушается из-за плохой транспортной инфраструктуры, особенно в отдаленных районах, таких как Калонге, Бушаку, Шандже, Нумби, Мурамби и Зирало.
Ремесленная отрасль сталкивается с рядом ограничений, связанных с отсутствием доступа к рынку сбыта. Многие изделия, производимые ремесленниками, особенно в общинах пигмеев, испытывают трудности с реализацией, поскольку отсутствие специализированных торговых структур не позволяет производителям получать справедливую цену за свою продукцию.

### Инфраструктура и туризм
Телекоммуникационный сектор территории Калехе обслуживается компаниями Africell, Airtel, Orange, Tigo и Vodacom. Хотя большинство сетей функционируют надежно, покрытие ослабевает в отдаленных районах.
Территория также имеет значительный туристический потенциал, особенно в национальном парке Кахузи-Биега, часть которого расположена в Калехе. В парке обитают восточные равнинные гориллы, а также слоны и шимпанзе. В числе других известных туристических достопримечательностей можно выделить гору Кахузи высотой 3308 метров, холм Ньямунене, входящий в хребет Мубуку, а также несколько водопадов. Среди них водопад Малиба, расположенный на реке Мухьюза в Ньямукуби. Кроме того, водопад Лутумба может обеспечивать гидроэлектроэнергией значительную территорию.

## Демография
По состоянию на 2022 год население территории Калехе оценивается в 933 181 человек. Она этнически разнообразна и населена преимущественно народами, говорящими на языке банту, включая общины хаву, тембо, ронжеронге, тва, хуту и тутси. Народ хаву образует доминирующую этническую группу в вождестве Бухаву, за ним следуют тембо, ронжеронге, хуту и тутси.  
В Бухаву народ хаву в основном населяет группы Бузи, Мбинга Норд и Мбинга Суд. Ронжеронге в основном занимали группу Калонге, которая была реструктурирована в состав территории Калехе в постколониальный период. В вождестве Булохо народ Балохо представляет большинство.

### Язык
Суахили служит языком межнационального общения, облегчая общение между различными этническими группами. Однако на нем в основном говорят торговцы, туристы и состоятельные люди, особенно те, кто общается с неместными. Кихаву является наиболее распространенным родным языком местного населения, 70% людей используют его в качестве основного языка. Киньяруанда, на котором говорят 10% населения, распространен в горных районах, населенных руандофонами.

### Образование и общественные услуги
Образование в Калехе поддерживается различными неправительственными организациями (НПО). Школьное образование ценится и финансируется родителями, финансовые ограничения продолжают создавать проблемы. На территории существует ряд начальных и средних школ. Инфраструктура здравоохранения включает больницы, медицинские центры, медицинские пункты и аптеки. Судебные учреждения в этом районе включают Мировой суд Калехе и две тюрьмы: тюрьма Калехе и тюрьма Бунякири.

## Наводнение
Территория Калехе крайне подвержена стихийным бедствиям, особенно наводнениям и оползням. Экстремальные погодные условия, усугубленные изменением климата, приносят чрезмерные осадки и длительные засушливые периоды. В сочетании с вырубкой лесов и недостаточной готовностью к стихийным бедствиям эти условия увеличили экологическую нестабильность, серьезно влияя на фермеров, ведущих натуральное хозяйство. 
Крупная катастрофа произошла между 4 и 5 мая 2023 года, когда интенсивные дожди привели к разливу рек Лвано и Ньямукуби, вызвав массивные оползни и камнепады в группе Мбинга-Суд вождества Бухаву.
В результате стихийного бедствия пострадали две группы — Бушушу и Ньямукуби. При этом Ньямукуби была сильно разрушена, что привело к вынужденному переселению людей.
В результате катастрофы погибли 438 человек, более 5000 человек числятся пропавшими без вести, тысячи пострадали. В Бушушу наводнение разрушило 1425 домов, в Ньямукуби — 425 домов. Сотни людей получили ранения, что усугубило гуманитарный кризис.
Стихийное бедствие нанесло значительный ущерб инфраструктуре. Были повреждены несколько участков Национальной дороги № 5, включая Лузиру, Бушушу, Ньябибве, Киниезире, Мокелеле и Минову. Также были разрушены несколько мостов в группах Мбинга-Суд, Мбинга-Норд и Бузи.
В результате стихийного бедствия были уничтожены 344 поля в Ньямукуби и 257 полей в Бушушу. Были уничтожены продовольственные запасы и сельскохозяйственные склады. В озере Киву было потеряно необходимое оборудование, такое как мельницы и рыболовные сети.
Некоторые местные организации, такие как Appui aux Femmes Démunies et Enfants Marginalisés (AFEDEM), оказали экстренную медицинскую и продовольственную помощь. Однако координация усилий по оказанию помощи оставалась недостаточной.
Управление ООН по координации гуманитарных вопросов (УКГВ) инициировало оценочную миссию для обновления статистики потерь и поддержки координации реагирования между местными органами власти и гуманитарными организациями.
Исследования показывают, что 92% пострадавших домохозяйств с трудом удовлетворяли основные потребности. 91% из них жили за чертой бедности. 71% понесли потери в семье, на работе или в средствах к существованию.
Усилия по восстановлению остаются заторможенными из-за таких проблем, как отсутствие стартового капитала, ограниченный доступ к кредитам и потеря сельскохозяйственных земель.